# Turistická značená trasa 4206
 Turistická značená trasa 4206 je 17,5 km dlouhá zeleně značená trasa Klubu českých turistů v okrese Trutnov spojující Pec pod Sněžkou a Špindlerův Mlýn. Její převažující směr je západní. Trasa vede většinou územím Krkonošského národního parku.

## Průběh trasy
Trasa má počátek v centru Pece pod Sněžkou, kde přímo navazuje na stejně značenou trasu 4250 ze Spáleného Mlýna. Rozcestím také prochází červeně značený Okruh Zeleným a Modrým dolem, modře značená trasa 1813 z Velké Úpy do Obřího dolu. Přichází sem žlutě značená trasa 7215 od Husovy boudy, na kterou navazuje rovněž žlutě značená trasa 7213 k Lesní boudě, a je tu výchozí místo modře značené trasy 1812 do Černého Dolu.
Trasa vede nejprve městskou zástavbou k západu v souběhu s několika trasami, které postupně končí. Od parkoviště pod místním Skiareálem stoupá po pěšině jihozápadním směrem, střídavě lesem a loukou, na luční enklávu Hnědý Vrch, po jejímž severním okraji stoupá do úbočí Liščí hory. Hnědý Vrch opouští po asfaltové komunikaci, která trasu 4206 dovede na enklávu Severka. Trasa pokračuje po lesní pěšině severním úbočím Liščí hory, překračuje potoky Severka a Liščí potok a stoupá k Chalupě Na Rozcestí na Liščím hřebenu. Zde se nachází rozcestí s červeně značenými trasami 0406 z Luční boudy do Vrchlabí a výchozí 0407 na Černou horu.
Trasa 4206 začíná klesat přibližně západním směrem na Klínové Boudy, kde se na dvojici rozcestí potkává s modře značenou trasou 1807 ze Špindlerova Mlýna do Dolního Dvora a výchozí žlutě značenou trasou 7208 vedoucí tamtéž. Trasa 4206 pokračuje po cestě jižním svahem Stohu přes luční enklávu Klášterka a dále lesní pěšinou přes Jehněčí potok k Boudě na Pláni, kde se nachází rozcestí s modře značenou trasou 1809 přicházející z rozcestí u Krásné Pláně. Obě trasy vedou k horní stanici lanové dráhy Špindlerův Mlýn - Pláň, trasa 1809 přes vrchol Přední Planiny, trasa 4206 západněji. U horní stanice trasa 1809 končí, trasa 4206 prudce klesá lesem pěšinou Telefonka pod kótu Hromovka, kde přechází na Věřinu cestu. Po ní klesá severovýchodním směrem do Skiareálu Svatý Petr v závěru v souběhu opět s modře značenou trasou 1807. Společně pokračují po silnici do centra Špindlerova Mlýna, kde obě trasy končí.
Na trasu 4206 zde navazují zeleně značené trasy 4207 na Hrnčířské Boudy a 4371 na Benecko, na trasu 1807 modře značené trasy 1804 do Hořejšího Vrchlabí a Harrachovská cesta do Harrachova. Dále zde prochází červeně značená trasa 0402 z Luční boudy do Horních Míseček.

## Turistické zajímavosti na trase
- Skiareál Pec pod Sněžkou
- Chalupa Na Rozcestí
- Pramen Klínovka s vyhlídkovým místem
- Bouda Na Pláni
- Skiareál Svatý Petr

## Telefonka
Telefonka název kolmo stoupající asi 1,25 km dlouhé pěšiny spojující prostor nad Špindlerovým Mlýnem s Boudou Na Pláni, kterou trasa 4206 využívá v celé délce. Cesta vznikla pod dnes již zaniklým telefonním vedením.